# Parga bissauensis
Parga bissauensis är en insektsart som beskrevs av Sjöstedt 1931. Parga bissauensis ingår i släktet Parga och familjen gräshoppor. Inga underarter finns listade i Catalogue of Life.